# Aardonyx

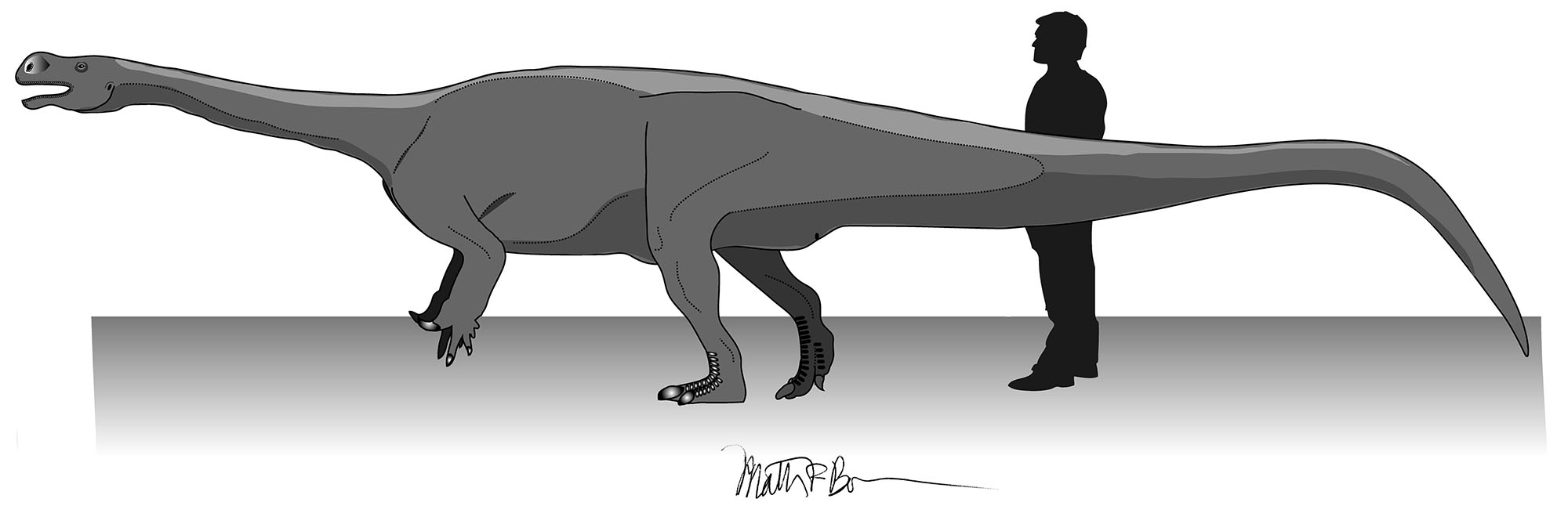
Porównanie rozmiarów do człowieka

Aardonyx – rodzaj wczesnego zauropodomorfa należący do grupy anchizaurów (Anchisauria). Jego skamieniałości odkryto w górnych pokładach dolnojurajskiej formacji Elliot w Republice Południowej Afryki. Został opisany w 2010 roku przez Adama Yatesa i współpracowników. Holotypem jest rostralna połowa lewej kości szczękowej (BP/1/6254). Zwietrzałą tylną część lewej kości szczękowej odnaleziono w odległości około metra od holotypu, możliwe więc, że oba fragmenty reprezentują tę samą kość. W pobliżu odkryto liczne szczątki czaszki oraz szkieletu pozaczaszkowego – kręgów, kości kończyn, żeber, szewronów. Wszystkie te kości należą prawdopodobnie do dwóch niedorosłych osobników. Analiza histologiczna żeber oraz łopatek sugeruje, że przebadane osobniki zmarły prawdopodobnie przed ukończeniem dziesięciu lat, kiedy tempo wzrostu spadało. Mierzyły ponad 7 m długości, jednak nie zakończyły one jeszcze wzrostu, co wskazuje, że dorosłe osobniki osiągały większe rozmiary. Do cech charakterystycznych Aardonyx należy budowa czaszki, kręgosłupa, przedramienia i dłoni. Miał on pięć zębów przedszczękowych, podobnie jak plateozaur, jednak cecha ta jest wynikiem konwergencji, a nie bliskiego pokrewieństwa. Zaawansowane zauropodomorfy miały szczęki w kształcie litery U, co umożliwiało im pochwycenie większej ilości pożywienia, utraciły również mięsiste policzki. Aardonyx miał V-kształtne szczęki, co jest cechą prymitywną, jednak również utracił mięsiste policzki – odwrotnie niż bazalny chiński zauropod Chinshakiangosaurus, który miał policzki oraz U-kształtne szczęki. Aardonyx miał stosunkowo krótkie kończyny przednie – u mniejszego osobnika kość ramienna stanowiła około 72% długości kości udowej, co sugeruje, że Aardonyx był co najmniej fakultatywnie, a prawdopodobnie przeważnie dwunożny. Analiza filogenetyczna przeprowadzona przez Yatesa i współpracowników wskazuje, iż Aardonyx jest jednym z najbardziej zaawansowanych zauropodomorfów nienależących do zauropodów – taksonem siostrzanym dla kladu Melanorosaurus + Sauropoda, obejmującego czworonożne zauropodomorfy, co potwierdza, że stanowi on formę przejściową pomiędzy bazalnymi zauropodomorfami a zauropodami. Aardonyx jest także najbardziej zaawansowanym spośród wszystkich znanych dwunożnych bazalnych zauropodomorfów.
Nazwa rodzajowa Aardonyx pochodzi od aard – słowa z języka afrikaans oznaczającego Ziemię – oraz greckiego słowa onyx („szpon”) i odnosi się do grubej otoczki hematytu pokrywającej liczne kości dinozaura, zwłaszcza paliczki. Gatunkiem typowym rodzaju jest Aardonyx celestae. Nazwa gatunkowa honoruje Celeste Yates, która wypreparowała wiele kości.